# Psychotria banahaensis
Psychotria banahaensis är en måreväxtart som beskrevs av Adolph Daniel Edward Elmer. Psychotria banahaensis ingår i släktet Psychotria och familjen måreväxter.

## Underarter
Arten delas in i följande underarter:
- P. b. banahaensis
- P. b. montalbanensis